# 巴攻楚之战
巴攻楚之战發生於春秋时期，巴国（今重庆市北）率军进攻楚国（今湖北省大部、河南省南部）的作战。

## 那处之战
楚武王灭权国（今湖北省荆门市东南）设县，命鬬缗为县尹，后鬬缗据权反楚。楚武王杀鬬缗，迁权地之民至那处（今湖北省荆门市东南），派大夫阎敖管理。前688年（周庄王九年、鲁庄公六年、楚文王二年）冬，楚国与巴国北上攻申国（今河南省南阳市北）。阎敖因侮辱巴国士兵而激怒巴军，巴军转而攻占那处，一度进攻楚国郢都（今湖北省宜城市东南，一说在今湖北省荆州市西北纪南城）城门，阎敖泅水逃回，被楚文王处死。前676年（周惠王元年、鲁莊公十八年、楚文王十四年）冬，阎敖族人叛乱，巴国乘机发兵伐楚国，前675年（周惠王二年、鲁莊公十九年、楚文王十五年）春，楚文王领兵迎战，在津（今湖北省枝江市西）败于巴军。楚文王率军败退回郢都。掌管郢都城门的楚大夫鬻拳拒绝开启城门迎納楚文王。楚文王领兵渡汉水东进，攻击黄国，于踖陵（今河南省光山县东南）击败黄军。随后，楚军撤兵，抵达湫地（今湖北省钟祥市北）时，文王染病，六月，楚文王卒。其子堵敖即位。

## 鄾之战
前477年（周敬王四十三年、鲁哀公十八年、楚惠王十二年），巴国进攻楚国，包围鄾地（今湖北省襄阳市北）。楚惠王派右司马公孙宁（子国）领兵出行。公孙宁请求任命副手，楚惠王说：“寝尹、工尹，都是为先君出过力的人。”三月，楚国的公孙宁、吴由于、薳固在鄾地击败巴军，所以把析地作为公孙宁的封邑。